# Cotignac d'Orléans
Pour les articles homonymes, voir Cotignac.
Le cotignac d'Orléans est une gelée épaissie faite avec des coings et préparée dans la région d'Orléans dans le département du Loiret en région Centre-Val de Loire.

## Présentation
Le cotignac d'Orléans est vendu comme une confiserie. Il est dégusté en cassant un morceau de la boite qui sert alors de cuillère, ou léché directement dans la boite.
Les cotignacs d'Orléans, dits aussi confiture d'Orléans, sont souvent présentés dans de petites boites en porcelaine, en verre ou en écorce d'épicéa,,.
Avant les années 1940, plusieurs pâtissiers orléanais fabriquent leurs cotignac, mais peu à peu, la tradition disparaît. Aujourd'hui, seul Benoît Gouchault, pâtissier à Saint-Ay, commune du Loiret située à une dizaine de kilomètres à l'ouest d'Orléans, continue à fabriquer des cotignacs de 22, 50 et 250 g, présentés dans des boîtes en bois d'épicéa fabriquées dans le Jura, décorées à l'effigie de Jeanne d'Arc.

## Recette
Les coings sont coupés en morceaux puis bouillis pendant deux à trois heures dans de l'eau puis on les laisse infuser pendant une journée.
Le jus est filtré et coloré avec du Ponceau 4R (5 mL pour 20 L), un colorant de synthèse carmin appelé aussi rouge cochenille A car ressemblant au colorant naturel produit par l'insecte hémiptère Dactylopius coccus,.
Le même poids de sucre est ajouté à ce jus coloré puis cuit dans une casserole pendant un temps variant selon la teneur en pectine des coings et la quantité de jus.
La gelée chaude est versée dans les boites en bois et refroidie pendant une journée avant que la boîte ne soit refermée.
Les gélifiants E334 (acide tartrique) et E400 (alginate) sont additionnés.

## Le cotignac d'Orléans dans la littérature
- Dans son Théâtre d'agriculture paru au début du XVIIe siècle, Olivier de Serres remarque que, de son temps, le cotignac le plus recherché était celui d'Orléans. Il enseigne même à en faire à la manière des Orléanais[6].
- Dans une lettre datée d'octobre 1833, Balzac répond à madame Hanska, qui voudrait « redevenir enfant et goûter au cotignac » : « Je te rapporterai ton cotignac d'Orléans moi-même[7]. ».
- Dans sa nouvelle « Les Hauts Faits de Charles d'Assoucy » parue entre 1880 et 1890, Paul Lacroix raconte les aventures d'un voleur de cotignac d'Orléans[8].
- Dans son roman Castelvautour paru en 1893, Charles Buet fait dire à l'un de ses personnages :  « Suis-je enrhumé ? Dans ce cas n'avez-vous plus de cet excellent cotignac d'Orléans…[9] ».